# القرم (مسقط)

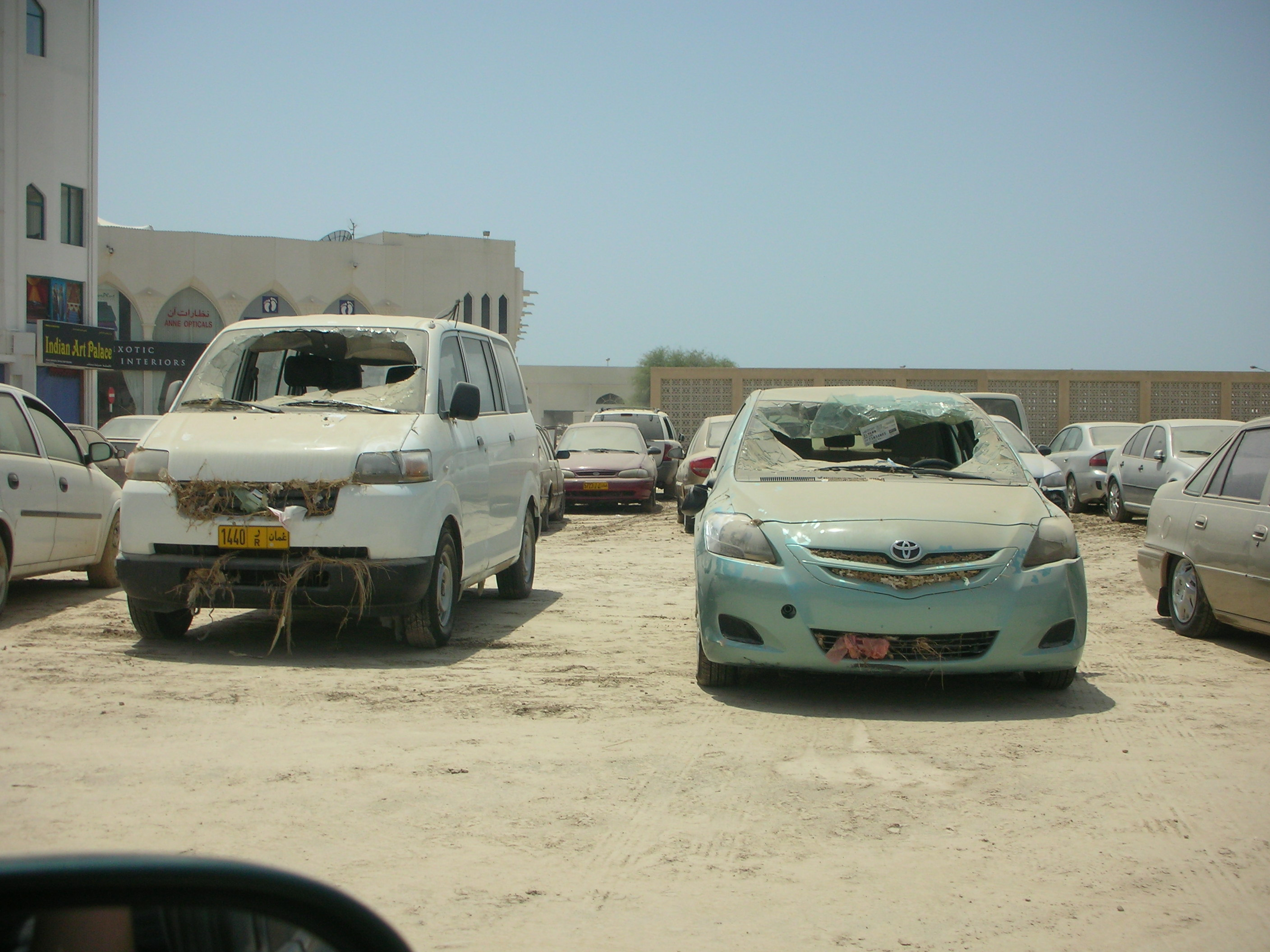
الدمار الذي خلفه إعصار غونو في المنطقة التجارية.

القرم، أحد الأحياء الراقية بقلب العاصمة مسقط، عاصمة سلطنة عمان. تتميز القرم بمنطقة المجمعات التجارية الراقية والمطاعم والفنادق ووكالات السيارات الكبرى.
تنقسم القرم إلى : القرم وشاطئ القرم ومرتفعات القرم.
يوجد بالقرم أحد أجمل وأهم الشواطئ ألا وهو شاطئ القرم، كما أن القرم تقع بها مقرات وقيادة شرطة عمان السلطانية والجوازات والهجرة ووفحص وتراخيص السيارات.
تعرضت القرم لأكبر نسبة دمار خلفه اعصار جونو المداري الذي ضرب سواحل السلطنة في 6 يونيو 2007.